# Avenida González Lelong
La avenida González Lelong es la calle número 41 del microcentro de la ciudad de Formosa, y debe su nombre al Dr. Eduardo González Lelong (n. 1886 - f. 1966), médico correntino que brindó sus servicios en la Guerra del Chaco y que tras la cual se afincó en Formosa en 1938, siendo elegido presidente municipal en 1942.

## Historia y recorrido
La calle nace en 1879, con el nombre de Bulevar del Norte, luego en el año 1895, cambia el nombre por el de Bulevar General de Vedia, y finalmente, en el año 1966 cambia su nombre definitivamente por Eduardo González Lelong. La avenida nace en la Calle San Martín y se extiende por 1 700 metros, donde se interseca con la avenida Pantaleón Gómez. Allí la Av. G. Lelong pasa a llamarse Avenida Dr. Néstor Kirchner. Por dicho recorrido, nacen calles importantes para el trazado del microcentro. Aquí la siguiente lista de las calles que nacen en esta avenida:
- San Martín (de la intersección de esta calle con la avenida González Lelong, nace la Autopista Ribereña de Formosa)
- Belgrano - Hipólito M. Rojas
- Rivadavia - Almirante Brown
- Moreno - Brizuela
- Dean Funes- República Oriental del Uruguay
- Padre Patiño - Jonas Salk
- Mitre - Carlos Castañeda
- Eva Perón - Carlos Brunelli
- Fontana - Luis Zambrini
- Av. 9 de Julio - Av. Juan Domingo Perón
- Sarmiento - Emilio Senés
- Julio A. Roca - Ángel de Madariaga
- Córdoba - Francisco Bosch
- Fortín Yunká - José María Amor
- 17 de Octubre (Anteriormente llamada Libertad) - Carlos Ayala
- Jujuy - Felipe Oliva
- Padre Grotti - Pedro Bonaccio
- Av. Pantaleón Gómez - Av. Sargento Juan B. Cabral.